# Термодинамична температура
Термодинамичната (абсолютна) температура е една от основните величини в термодинамиката. Тя представлява температурата, измерена спрямо абсолютна скала, чието начало е абсолютната нула, теоретичният температурен минимум.
Международната система единици указва конкретна скала за термодинамична температура. Тя използва келвини за измерване и поставя тройната точка на водата при 273,16 K като фундаментална фиксирана точка. Абсолютната нула съответства по дефиниция на състоянието на материята, при което тези частици имат минимална ентропия, което обикновено съответства на минимална енергия.